# DSV-Jugendsegelschein
Der DSV-Jugendsegelschein ist ein verbandsinterner Segelschein des Deutschen Segler-Verbandes (DSV). Der Schein ist nicht amtlich und hat daher kein gesetzliche Gültigkeit. Er ist jedoch Voraussetzung für die Teilnahme an DSV-Regatten. Der Schein kann bis zum vollendeten 14. Lebensjahr mit Zustimmung der gesetzlichen Vertreter erworben werden.
Bis zum 1. März 2021 hieß dieser Segelschein Jüngstensegelschein.

## Voraussetzungen
- Mindestalter: vollendetes siebtes Lebensjahr
- Maximalalter für die Prüfung: vollendetes 14. Lebensjahr
- Zustimmung der gesetzlichen Vertreter
- Deutsches Schwimmabzeichen in Bronze oder 15 Minuten Dauerschwimmen[1]

Es ist eine theoretische und praktische Prüfung vor einer Prüfungskommission von drei Prüfern abzulegen, die von der Schulleitung oder dem Vereinsvorstand bestimmt werden. Der DSV-Jugendsegelschein wird mit Vollendung des 17. Lebensjahres ungültig. Ab 14 Jahren kann der DSV-Sportsegelschein erworben werden. Der DSV-Jugendsegelschein ist kein offizieller Führerschein und ersetzt nicht die Befähigungszertifikate für Sportbootführer in Deutschland.